# Ipomoea microsepala
Ipomoea microsepala ist eine Pflanzenart aus der Gattung der Prunkwinden (Ipomoea) aus der Familie der Windengewächse (Convolvulaceae). Die Art ist in Mexiko und Guatemala verbreitet.

## Beschreibung
Ipomoea microsepala ist eine kleine, schlanke, krautige Kletterpflanze, die über andere Sträucher wächst. Die Stängel sind spärlich borstig mit abstehenden Trichomen behaart, können aber auch unbehaart sein. Im unteren Teil der Pflanze sind die Laubblätter lang gestielt, weiter oben sind die Blattstiele sehr kurz. Die Blattspreite ist unbehaart oder beinahe unbehaart, breit eiförmig, meist 3 bis 6 cm lang, zugespitzt bis abgestumpft und an der Basis tief herzförmig. Der Blattrand ist ganzrandig.
Die Blütenstände sind wenigblütige, achselständige Zymen an langen, fast fadenförmigen Blütenstandsstielen, die über die Laubblätter hinausstehen. Die Blütenstiele sind nahezu fadenförmig und meist kürzer als 1 cm. Die Kelchblätter sind nahezu gleich geformt, 2 mm lang, 1 mm breit, langgestreckt, abgestumpft und sterben ab. Die Krone ist leuchtend gelb und 2 bis 2,5 cm lang.
Die Frucht ist eine nahezu kugelförmige Kapsel, die Samen sind dicht filzig mit kurzen Trichomen besetzt.

## Verbreitung
Die Art ist in Guatemala und im Westen und Süden Mexikos beheimatet und ist dort in nassen bis trockenen, gelegentlich auch felsigen Dickichten unterhalb von 1600 m zu finden.

## Systematik
Innerhalb der Gattung der Prunkwinden (Ipomoea) ist die Art in die Sektion Microsepalae in der Untergattung Quamoclit eingeordnet.

## Belege